# Daniel Albrecht
Daniel Albrecht (Fiesch, 25 maggio 1983) è un ex sciatore alpino svizzero, campione del mondo nella supercombinata a Åre 2007.

## Biografia

### Stagioni 1999-2005
Sciatore polivalente attivo in gare FIS dal dicembre del 1998, Albrecht esordì in Coppa Europa il 13 gennaio 2001 a Saas-Fee in slalom gigante e in Coppa del Mondo il 28 gennaio 2003 nello slalom speciale di Schladming, in entrambi i casi senza completare la prova. Sempre nel 2003 debuttò ai Campionati mondiali, piazzandosi 30º nello slalom speciale della rassegna iridata di Sankt Mortiz, e vinse quattro medaglie ai Mondiali juniores del Briançonnais: l'oro nella discesa libera, nello slalom gigante e nella combinata e l'argento nello slalom speciale.
L'11 dicembre 2003 a San Vigilio di Marebbe colse in slalom gigante il suo primo podio in Coppa Europa (3º), mentre nel 2005 ai Mondiali di Bormio/Santa Caterina Valfurva fu 30º nello slalom speciale, 7º nella combinata e non concluse lo slalom gigante. In seguito, il 18 febbraio a Oberjoch, salì per la seconda e ultima volta in carriera sul podio in Coppa Europa, classificandosi 2º in slalom gigante.

### Stagioni 2006-2009
Ai XX Giochi olimpici invernali di Torino 2006, sua unica presenza olimpica, si piazzò 4º nella combinata e non concluse lo slalom gigante e lo slalom speciale. L'anno dopo si laureò campione del mondo nella supercombinata ai Mondiali di Åre; nel corso della stessa edizione iridata vinse anche la medaglia d'argento nello slalom gigante, la medaglia di bronzo nella gara a squadre e non concluse lo slalom speciale. Poco dopo conquistò il primo podio in Coppa del Mondo, il 14 marzo nella discesa libera di Lenzerheide, classificandosi al 2º posto.
Il 29 novembre 2007 conquistò la prima vittoria in Coppa del Mondo, nella supercombinata di Beaver Creek; nella stagione successiva colse il suo ultimo successo, nonché ultimo podio nel circuito, nel classico slalom gigante disputato sulla Gran Risa dell'Alta Badia il 21 dicembre. Il 22 gennaio 2009 restò vittima di una grave caduta a circa 140 km/h durante la seconda prova cronometrata della discesa libera di Kitzbühel, un anno dopo che Scott Macartney, sullo stesso tratto di pista (lo Schuss finale della Streif), aveva subito un incidente simile, a causa del quale era entrato in coma. Albrecht, viste le conseguenze dell'impatto, venne posto in stato di coma artificiale dai sanitari della clinica universitaria di Innsbruck, coma dal quale fu fatto risvegliare solo tre settimane dopo, il 12 febbraio.

### Stagioni 2011-2013
Albrecht tornò alle gare poco meno di due anni dopo l'incidente, nello slalom gigante disputato il 5 dicembre 2010 a Beaver Creek che chiuse con il 21º tempo; continuò a prendere parte a gare di Coppa del Mondo senza più ottenere risultati di rilievo e il 10 marzo 2012 si congedò dal circuito con il 30º posto ottenuto nello slalom gigante di Kranjska Gora.
In seguito prese ancora parte ad alcune prove minori (Campionati nazionali, gare FIS) fino al definitivo ritiro, avvenuto in occasione di un supergigante FIS disputato a Copper Mountain il 16 novembre 2012.

## Palmarès

### Mondiali
- 3 medaglie:
  - 1 oro (supercombinata a Åre 2007)
  - 1 argento (slalom gigante a Åre 2007)
  - 1 bronzo (gara a squadre a Åre 2007)

### Mondiali juniores
- 4 medaglie:
  - 3 ori (discesa libera, slalom gigante, combinata a Briançonnais 2003)
  - 1 argento (slalom speciale a Briançonnais 2003)

### Coppa del Mondo
- Miglior piazzamento in classifica generale: 7º nel 2008
- 8 podi:
  - 4 vittorie
  - 4 secondi posti

#### Coppa del Mondo - vittorie
| Data             | Località     | Paese       | Specialità |
| ---------------- | ------------ | ----------- | ---------- |
| 29 novembre 2007 | Beaver Creek | Stati Uniti | SC         |
| 2 dicembre 2007  | Beaver Creek | Stati Uniti | GS         |
| 26 ottobre 2008  | Sölden       | Austria     | GS         |
| 21 dicembre 2008 | Alta Badia   | Italia      | GS         |

Legenda:

GS = slalom gigante

SC = supercombinata

### Coppa Europa
- Miglior piazzamento in classifica generale: 14º nel 2004
- 2 podi:
  - 1 secondo posto
  - 1 terzo posto

### Nor-Am Cup
- Miglior piazzamento in classifica generale: 45º nel 2006
- 2 podi:
  - 2 secondi posti

### Campionati svizzeri
- 8 medaglie[4]:
  - 5 ori (slalom gigante, combinata[senza fonte] nel 2003; combinata[senza fonte] nel 2004; slalom gigante, slalom speciale nel 2008)
  - 1 argento (slalom gigante nel 2004)
  - 2 bronzi (discesa libera, slalom speciale nel 2005)